# Carphochaete macrocephala
Carphochaete macrocephala là một loài thực vật có hoa trong họ Cúc. Loài này được (Paray) Grashoff ex B.L.Turner & K.M.Kerr mô tả khoa học đầu tiên năm 1985.